# Les Délices du Pays de Liège
Les Délices du Païs de Liége  ou Description des monuments sacrés & profanes de cet évêché-principauté, édité à Liège en cinq volumes in-folio, par Everard Kints de 1738 à 1744. Il contient de nombreuses gravures de Liège et sa région et constitue un des plus belles réalisations de l'édition liégeoise du XVIIIe siècle.

## Description du document
Ce document qui comporte de nombreuses gravures a été imprimé en une centaine d'exemplaires. Au XXe siècle, de nombreux exemplaires sont démantelés dans le but de vendre les nombreuses gravures sous cadre. Il n'en reste donc que très peu d'exemplaires complets. La bibliothèque Ulysse Capitaine à Liège, possède certains dessins originaux qui n'ont pas été utilisés dans l'ouvrage. Lorsque le premier volume parut, en 1738, l'abbaye de Saint-Jacques, jalouse de ses droits, trouva immédiatement matière à réclamation dans l'article que Pierre Lambert de Saumery lui avait consacré.

## Auteurs et illustrateurs

### Guillaume de Crassier et Mathias de Louvrex
Xavier de Theux de Montjardin estime que les parties les plus intéressantes de l'ouvrage ont été rédigées par les deux Liégeois le mieux à même de le faire à cette époque, Guillaume de Crassier et Mathias-Guillaume de Louvrex. Un autre rédacteur serait J. Gautier de Faget.

### Pierre Lambert de Saumery
Dans aucun des documents officiels connus actuellement, Saumery n'est présenté comme responsable de cette publication.
Les auteurs [Qui ?] sont d'accord pour attribuer à Saumery le rôle de secrétaire de rédaction. Étranger au pays, il était bien incapable d'établir une description du Pays de Liège avec aperçus historiques et archéologiques, même en utilisant les documents qu'on pouvait lui fournir.
Saumery a écrit certains chapitres. Les inexactitudes qu'il a insérées, malgré les documents dont il disposait, lui ont attiré de vertes semonces dont il esquive adroitement les conséquences. Les rétractations ne lui coûtent guère - sa vie le prouve - et il n'hésitera pas à publier, sous forme d'avertissement, des excuses assez admissibles bien que teintées d'impertinence :

« La réussite de cet ouvrage dépend d'un détail épineux et de recherches très difficiles, dont la négligence ne manquerait pas d'irriter la délicatesse de ceux qui pourraient s'en trouver lésés soit par quelques faits qu'ils se croiraient en droit de contester. En cas que cela soit arrivé, l'Auteur proteste à ces personnes que s'il a manqué, ce n'a été le plus souvent que par la faute des mémoires qu'on lui a fournis: quelque soin qu'il ait pris pour se rendre exact, il ne peut se flater d'avoir vu tout ce qui pouvoit éclaircir sa matière et mettre la vérité dans son plus beau jour. Mais comme l'impartialité est la qualité dont il se pique le plus; lorsque ses mémoires l'auront trompé, ou qu'on daignera lui indiquer quelque autre défectuosité, sa rétractation est toute prête; on la lui verra faire avec plaisir. »

Comment Saumery a pu monnayer la part qu'il a prise à la rédaction des Délices ? Aucune trace n'est restée des bénéfices que lui a procuré le travail exécuté pour l'éditeur Kints, chez qui il a fait imprimer ses Mémoires et aventures secrètes de 1731 à 1735. Ces récits assez bien conduits ont peut-être influencé le choix de l'éditeur Kints qui aurait vu dans son auteur un homme capable de réussir l'entreprise des Délices.

### Louis Abry
Louis Abry, celui qui va passer plusieurs années de sa vie à dépouiller tous ces mémoires, celui qui a rédigé et mis en ordre les résultats de ses recherches, celui dont on va simplement livrer à l'impression le travail, ne figure seulement pas parmi les sources.
Au reste, on dirait qu'il était dans la destinée d'Abry de travailler pour autrui et de se voir dépouillé de ses œuvres pour en enrichir les autres. C'est ainsi que le traité biographique, dans lequel nous avons puisé notre premier extrait, a fait, sans avoir les honneurs d'une citation, tous les frais du cinquième volume des Délices du pays de Liège. Saumery ne s'est pas borné à lui emprunter habilement quelques détails, il l'a copié littéralement en maints endroits et a été jusqu'à lui prendre son plan. Toutefois il ne l'a pas pillé si complètement ni avec tant de soin, que la Société des bibliophiles Liégeois n'ait encore jugé le manuscrit autographe de Louis Abry digne d'être publié.

### Everard Kints
L'éditeur Everard Kints devait être un habile homme quand on voit avec quelle unanimité le Conseil de la Cité vote à plusieurs reprises, de 1736 à 1749, des subsides à son profit, à charge de celui-ci de livrer un certain nombre d'exemplaires des volumes des Délices, reliés proprement en veau, lesquels seront distribués à MM. les bourguemaîtres et conseillers régents. Plus de cent exemplaires ont ainsi été donnés aux bourgmestres et aux membres du Conseil, aux frais de la Cité, et au profit de l'éditeur. Cette exploitation éhontée avait éveillé l'attention du prince-évêque qui intervint en 1739 pour faire remarquer que les bourguemaîtres et Conseil n'étaient point en pouvoir de s'attribuer tous les ans 5 000 florins pour distribuer entre eux des livres. Pourtant la manne ne devait se tarir, pour Kints, qu'en 1751.
Un autre exemple du savoir-faire de l'imprimeur se rencontre dans les conditions de souscription telles qu'elles figurent dans le prospectus. Non content de solliciter le concours de tous pour constituer une documentation aussi complète que possible, Kints vend le droit de faire représenter les monuments dans son ouvrage. Le dessin de chaque vue coûte 4 pistoles au propriétaire du château ou du monument représenté. Ceux qui désirent y faire figurer leurs armoiries payent 2 Écus de plus.
À voir l'album de fac-similé de dessins inédits publié en 1903 un certain nombre de propriétaires ont payé des dessins qui n'ont pas été gravés, à moins que la gravure n'ait pas été exécutée parce que les intéressés omirent de solder leur dû.

### Apport du dessinateur et graveur Remacle Le Loup

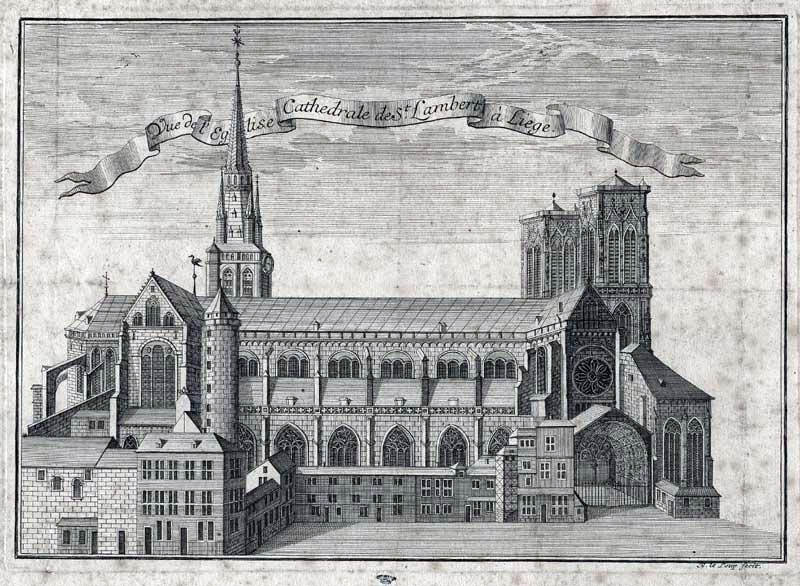
Cathédrale Notre-dame et Saint-Lambert de Liège, gravure du dessin de Remacle Le Loup

Pour l'exécution de toute l'illustration de son ouvrage, Everard Kints fit appel au talent d'un peintre paysagiste spadois, Remacle Le Loup. Membre d'une famille d'artistes estimés, tous paysagistes, Remacle Le Loup est connu pour ses nombreux dessins de la région de Liège, de Spa et ses environs et de la Haute et Basse Allemagne.
Dessins rehaussés de lavis à l'encre de Chine ou simples croquis à la plume, montrent le talent de l'artiste à donner en quelques traits les caractéristiques des monuments qu'il voyait.
Toutes les précautions furent prises par Leloup et Kints pour que les propriétaires soient satisfaits. Les dessins, beaucoup d'entre eux du moins, étaient remis aux châtelains qui ajoutèrent au verso certaines remarques relatives à un détail historique ou héraldique. Ce n'est qu'après ce contrôle que les vues étaient gravées.
Si elles l'ont été par Le Loup lui-même, le burin a trahi les qualités qu'annonçaient les dessins. Les vues sont froides, assez plates et de présentation monotone. Les auteurs qui ont étudié la production de Remacle Le Loup s'accordent à lui attribuer la gravure des 205 planches contenues dans les Délices, abstraction faite de la grande vue de Liège gravée et signée par Johann August Corvinus (de), et des 26 portraits dessinés par un inconnu, Louis Fines[réf. nécessaire].
Ces auteurs ont-ils songé qu'on ne connaît comme gravures de Remacle Le Loup que les seules vues publiées dans les Délices, alors qu'il existe tant d'autres dessins de lui ?[Quoi ?]
La signature Remacle Leloup fecit semble être est celle du dessinateur. Quant au graveur, il devrait être cherché parmi les nombreux techniciens du burin qui ont travaillé à Augsbourg au XVIIIe siècle et ont collaboré à l'illustration de nombreux recueils dans le genre des Délices, sans toujours y apposer leur signature.
Notons qu'elles ont été exécutées suivant un procédé stéréotypé, qui se retrouve dans la façon de traiter le ciel nuageux, la maçonnerie des constructions et la végétation des paysages.

### Joseph Xhrouet
Joseph Xhrouet, cousin de Remacle Le Loup, a dessiné la vue de la place du Marché de Liège.

### La légende de Saumery
C'est là aussi que doit se trouver l'origine de la tradition qui veut que la fumée sortant des cheminées marque les châteaux où Saumery fut bien reçu.
Les dessins de Remacle Le Loup sont vierges de tous ces détails ; fumée et ciel ont été ajoutés par le graveur pour « meubler » la planche.[réf. nécessaire]

## Exemplaires
- Université de Namur, bibliothèque Plantin Moretus, R 18 C 192/01 à 05. Cet exemplaire est disponible en ligne :

1. Pierre Lambert de Saumery (ill. Remacle Le Loup), Les délices du Païs de Liége : Description geographique topographique et chorographique des monumens sacrés et profanes de cet Evêché-principauté et de ses limites, t. I, Liège, Everard Kints, 1738-1744, 378 p., in-folio (lire en ligne)
2. Pierre Lambert de Saumery (ill. Remacle Le Loup), Les délices du Païs de Liége : Description geographique topographique et chorographique des monumens sacrés et profanes de cet Evêché-principauté et de ses limites, t. II, Liège, Everard Kints, 1738-1744, 372 p., in-folio (lire en ligne)
3. Pierre Lambert de Saumery (ill. Remacle Le Loup), Les délices du Païs de Liége : Description geographique topographique et chorographique des monumens sacrés et profanes de cet Evêché-principauté et de ses limites, t. III, Liège, Everard Kints, 1738-1744, 454 p., in-folio (lire en ligne)
4. Pierre Lambert de Saumery (ill. Remacle Le Loup), Les délices du Païs de Liége : Description geographique topographique et chorographique des monumens sacrés et profanes de cet Evêché-principauté et de ses limites, t. IV, Liège, Everard Kints, 1738-1744, 448 p., in-folio (lire en ligne)
5. Pierre Lambert de Saumery (ill. Remacle Le Loup), Les délices du Païs de Liége : Description geographique topographique et chorographique des monumens sacrés et profanes de cet Evêché-principauté et de ses limites, t. V, Liège, Everard Kints, 1738-1744, 335 p., in-folio (lire en ligne)